# Mary Jayne Gold
Pour les articles homonymes, voir Gold.
Mary Jayne Gold, née le 12 août 1909 à Chicago et morte le 5 octobre 1997 à Gassin, est une riche héritière américaine qui a joué un rôle important en 1940-1941 en permettant à des juifs et des intellectuels de s’échapper de l'Allemagne nazie pendant la Seconde Guerre mondiale.

## Biographie
Née à Chicago dans une famille WASP à la richesse considérable, elle est la fille de Margaret et Egbert H. Gold. Son père était un ingénieur qui fabriquait des radiateurs et des systèmes de chauffage. Elle fait ses études à Dobbs Ferry et les termine en Italie.
Dans les années 1930, sa fortune lui permet de profiter de l'effervescence de l'époque à Londres et à Paris. Pilotant son propre avion, elle passe son temps dans des hôtels de luxe, skiant dans les meilleures stations des Alpes. Elle fait partie de la jet set de l'époque.
Mary Jayne Gold vit dans un appartement parisien. Lorsque la France signe l'Armistice du 22 juin 1940, elle fuit vers Biarritz puis vers Marseille. Marseille est sous le contrôle du Régime de Vichy qui collabore avec l'Allemagne nazie. Elle rencontre une étudiante américaine en art, Miriam Davenport (en) et un journaliste américain et intellectuel, Varian Fry. Celui-ci est venu en France pour une mission du Emergency Rescue Committee afin d'aider les membres de la communauté intellectuelle et artistique de l'Europe à échapper à la menace nazie. Dans l'accord d'armistice entre l'Allemagne et la France vaincue, la France avait accepté la « remise à la demande » des réfugiés aux nazis.
Au lieu de retourner en sécurité aux États-Unis, Mary Jayne Gold  choisit de rester et rejoint le Centre américain de secours animé par Myriam Davenport et Varian Fry ainsi que d'autres bénévoles pour aider les réfugiés et organiser leur fuite à travers les montagnes de l'Espagne vers Lisbonne. Elle essaie d'organiser la fuite à bord de cargos à voile vers l'Afrique du Nord ou vers les ports de l'Atlantique. Elle rencontre un légionnaire français déserteur de la Légion étrangère Raymond Couraud.
Mary Jayne Gold a également subventionné l'organisation qui est créditée d'avoir participé au sauvetage de quelque 2 000 réfugiés, dont les évadés sont des personnalités comme Max Ernst, André Breton, Hannah Arendt, Marc Chagall, Lion Feuchtwanger, les fils de Thomas Mann, Alma Mahler, Anna Seghers, Arthur Koestler, Jacques Hadamard ou Otto Meyerhof. Elle loue la villa Air-Bel avec des amis où elle héberge André Breton et sa femme, Victor Serge et d'autres intellectuels menacés.
À l'automne 1941, Mary Jayne Gold retourne aux États-Unis, tandis que Raymond Couraud part pour l'Angleterre en passant par l'Espagne, où il devint un héros de guerre dans le Special Air Service.
Après la guerre, elle partage son temps entre son appartement à New York et sa villa de Gassin dans le Var, non loin de Saint-Tropez. En 1980, elle écrit un livre Crossroads Marseilles 1940 pour relater ses années de guerre à Marseille.
Mary Jayne Gold ne s'est jamais mariée et n'a pas eu d'enfants. Elle meurt d'un cancer du pancréas en 1997 dans sa villa de Gassin.

## Dans la fiction
- Mary Jane Gold est l'un des personnages principaux de la série Transatlantique, incarnée par l'actrice Gillian Jacobs, en 2023[4].